# Maria Theresia van Sardinië

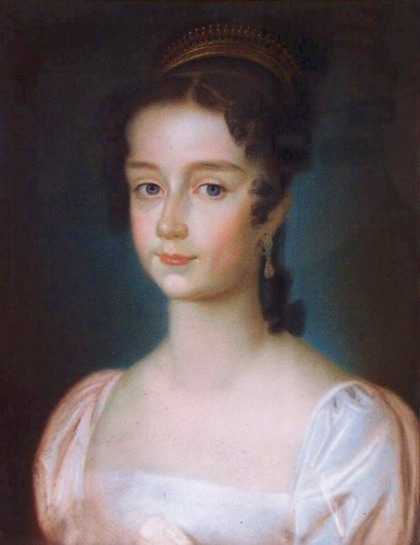
Prinses Maria Theresia van Sardinië

Maria Theresia van Sardinië (Palazzo Colonna, Rome, 19 september 1803 — Lucca, 16 juli 1879), was een prinses uit het Huis Savoye. Ze was een dochter van koning Victor Emanuel I van Sardinië.
Maria Theresia werd geboren als vijfde kind van koning Victor Emanuel I en koningin Maria Theresia van Oostenrijk-Este, een kleindochter van keizer Frans I Stefan van het Heilige Roomse Rijk en keizerin Maria Theresia van Oostenrijk. Ze had een oudere zus, Maria Beatrix (1792-1840), die hertog Frans IV van Modena huwde. Ze had een tweelingzus, Maria Anna (1803-1884), die keizer Ferdinand I van Oostenrijk huwde. Haar jongere zus was Maria Christina (1812-1836), die koning Ferdinand II der Beide Siciliën huwde.
Zelf huwde Maria Theresia met Karel II, de hertog van Parma. Hij was een zoon van Lodewijk I van Etrurië en infante Maria Louisa van Bourbon, een dochter van koning Karel IV van Spanje. Van 1803 tot 1807 was Karel Lodewijk als Lodewijk II koning van het koninkrijk Etrurië geweest. Deze staat werd echter in 1807 bij het Eerste Franse Keizerrijk ingelijfd, onder keizer Napoleon I. 
Uit het huwelijk werden twee kinderen geboren:
- Maria Louisa (29 oktober 1821 - 8 september 1823)
- Ferdinand Karel (14 januari 1823 - 27 maart 1854), later als Karel III, hertog van Parma, huwde met prinses Louise Maria van Frankrijk

Het werd een zeer slecht huwelijk. Ze leefden maar een korte periode werkelijk samen. 